# Haute Cour de justice (Bénin)
 (novembre 2024).
La mise en forme du texte ne suit pas les recommandations de Wikipédia : il faut le « wikifier ».
Les points d'amélioration suivants sont les cas les plus fréquents :
- Les titres sont pré-formatés par le logiciel. Ils ne sont ni en capitales, ni en gras.
- Le texte ne doit pas être écrit en capitales (les noms de famille non plus), ni en gras, ni en italique, ni en « petit »…
- Le gras n'est utilisé que pour surligner le titre de l'article dans l'introduction, une seule fois.
- L'italique est rarement utilisé : mots en langue étrangère, titres d'œuvres, noms de bateaux, etc.
- Les citations ne sont pas en italique mais en corps de texte normal. Elles sont entourées par des guillemets français : « et ».
- Les listes à puces sont à éviter, des paragraphes rédigés étant largement préférés. Les tableaux sont à réserver à la présentation de données structurées (résultats, etc.).
- Les appels de note de bas de page (petits chiffres en exposant, introduits par l'outil «  Source ») sont à placer entre la fin de phrase et le point final[comme ça].
- Les liens internes (vers d'autres articles de Wikipédia) sont à choisir avec parcimonie. Créez des liens vers des articles approfondissant le sujet. Les termes génériques sans rapport avec le sujet sont à éviter, ainsi que les répétitions de liens vers un même terme.
- Les liens externes sont à placer uniquement dans une section « Liens externes », à la fin de l'article. Ces liens sont à choisir avec parcimonie suivant les règles définies. Si un lien sert de source à l'article, son insertion dans le texte est à faire par les notes de bas de page.
- La présentation des références doit suivre les conventions bibliographiques. Il est recommandé d'utiliser les modèles {{Ouvrage}}, {{Chapitre}}, {{Article}}, {{Lien web}} et/ou {{Bibliographie}}. Le mode d'édition visuel peut mettre en forme automatiquement les références.
- Insérer une infobox (cadre d'informations à droite) n'est pas obligatoire pour parachever la mise en page.

Pour une aide détaillée, merci de consulter Aide:Wikification.
Si vous pensez que ces points ont été résolus, vous pouvez retirer ce bandeau et améliorer la mise en forme d'un autre article.
Pour les autres articles nationaux ou selon les autres juridictions, voir Haute Cour de justice.
Ne doit pas être confondu avec Cour constitutionnelle (Bénin).

La Haute Cour de Justice du Bénin est une juridiction spécialisée instituée par la Constitution du 11 décembre 1990 et qui a son siège à Porto-Novo. Ses attributions, son organisation et son fonctionnement sont régis par les dispositions de la Loi organique no 93-013 du 10 août 1999, complétées par le Règlement intérieur du 26 novembre 2001 .

## Composition
Selon l’article 135 de la Constitution du Bénin, la Haute Cour de justice est composée :
- des membres de la Cour constitutionnelle, à l’exception de son Président,
- de six députés élus par l’Assemblée nationale et,
- du Président de la Cour suprême.

Le Président de la Haute Cour de justice est élu par ses pairs.
L'actuelle équipe de la Haute Cour de justice se présente comme suit : 
| N° | Nom & prénoms                  | Titre                        | Qualité    | Institution de provenance |
| 1  | GNAMOU Dandi                   | Conseillère-Juge             | Présidente | Cour constitutionnelle    |
| 2  | ADOSSOU Victor Dassi           | Président de la Cour suprême | Membre     | Cour suprême              |
| 3  | ASSOGBA Nicolas                | Conseillers - Juges          | Membres    | Cour constitutionnelle    |
| 4  | ADJOVI Gbèblodo Mathieu        | Conseillers - Juges          | Membres    | Cour constitutionnelle    |
| 5  | BACO GOUDA Aleyya              | Conseillers - Juges          | Membres    | Cour constitutionnelle    |
| 6  | ADJAKA Michel                  | Conseillers - Juges          | Membres    | Cour constitutionnelle    |
| 7  | ACAKPO Codjo Vincent           | Conseillers - Juges          | Membres    | Cour constitutionnelle    |
| 8  | DEGLA Benoît Assouan           | Députés - Juges              | Membres    | Assemblée nationale       |
| 9  | AKPOVI Eustache                | Députés - Juges              | Membres    | Assemblée nationale       |
| 10 | BEHANZIN Edouard Yénankponhami | Députés - Juges              | Membres    | Assemblée nationale       |
| 11 | ADECHOKAN Gafari               | Députés - Juges              | Membres    | Assemblée nationale       |
| 12 | MEHOU Solange Afiavi           | Députés - Juges              | Membres    | Assemblée nationale       |
| 13 | OROU SE GUENE Yacoubou         | Députés - Juges              | Membres    | Assemblée nationale       |

## Mandatures de la Haute Cour de justice (février 2001 à février 2024)

### Liste des présidents et membres de la Haute Cour de justice
| N° D’ordre | PERIODE     | NOM ET PRENOMS | TITRE                        | QUALITE                              | INSTITUTION DE DESIGNATION |
| 01         | 2001 - 2003 | GLELE AHANHANZO Maurice | Conseiller - Juge            | Président                            | Cour constitutionnelle     |
| 01         | 2001 - 2003 | - BOUKARI Idrissou - HOUNTONDJI Alexis - MAYABA Jacques - MEDEGAN-NOUGBODE Clotilde - SEBO Lucien                                | Conseillers - Juges          | Membres                              | Cour constitutionnelle     |
| 01         | 2001 - 2003 | ABOUDOU Saliou (PCS) | Président de la Cour suprême | Membre                               | Cour suprême               |
| 01         | 2001 - 2003 | - DEBOUROU M. Djibril - FIKARA Sacca - GNAVO Jules - MISSIKPODE Michel - MONNOU Edgar-Yves - TIDJANI-SERPOS Ismaël               | Députés - Juges              | Députés                              | Assemblée nationale        |
| 02         | 2003 - 2007 | MEDEGAN Clotilde | Conseillère - Juge           | Président                            | Cour constitutionnelle     |
| 02         | 2003 - 2007 | - BOUKARI Idrissou - BRATHIER Pancrace - HOUNTONDJI Alexis/KOUGNIAZONDE Christophe - MAYABA Jacques - SEBO Lucien                | Conseillers - Juges          | Membre de la Cour constitutionnelle  | Cour constitutionnelle     |
| 02         | 2003 - 2007 | ABOUDOU Saliou (PCS) | Président de la Cour suprême | Membre                               | Cour suprême               |
| 02         | 2003 - 2007 | - AGBO Valentin - BAPARAPE Aboubakar - FIKARA Sacca - GNAVO Jules - LAFIA-MONWOO Adamou - MISSIKPODE Michel                      | Députés - Juges              | Députés                              | Assemblée nationale        |
| 03         | 2007 - 2009 | MEDEGAN Clotilde | Conseillère - Juge           | Président                            | Cour constitutionnelle     |
| 03         | 2007 - 2009 | - BOUKARI Idrissou - BRATHIER Pancrace - KOUGNIAZONDE Christophe - MAYABA Jacques - SEBO Lucien                                  | Conseillers - Juges          | Membre de la Cour constitutionnelle  | Cour constitutionnelle     |
| 03         | 2007 - 2009 | ABOUDOU Saliou (PCS) | Président de la Cour suprême | Membre                               | Cour suprême               |
| 03         | 2007 - 2009 | - AGOUA Edmond - DEGLA Benoït - N’DA Eric - TOMANAGA Paulin / MALEHOSSOU Yacoubou - VLAVONOU Louis - YAHOUEDEHOU Janvier         | Députés - Juges              | Députés                              | Assemblée nationale        |
| 04         | 2009 - 2011 | HOLO Théodore | Président                    | Membre de la Cour constitutionnelle  | Cour constitutionnelle     |
| 04         | 2009 - 2011 | - DEGBOE D. Bernard - GBEHA-AFOUDA Marcelline-Claire - KORA-YAROU Zimé Yérima - Clémence Yimbéré Dansou - ZINSOUNON Jacob        | Conseillers - Juges          | Membre de la Cour constitutionnelle  | Cour constitutionnelle     |
| 04         | 2009 - 2011 | ABOUDOU Saliou (PCS) | Président de la Cour suprême | Membre                               | Cour suprême               |
| 04         | 2009 - 2011 | - AGOUA Edmond - DEGLA Benoït - MALEHOSSOU Yacoubou - N’DA Eric - VLAVONOU Louis - YAHOUEDEHOU Janvier                           | Députés - Juges              | Députés                              | Assemblée nationale        |
| 05         | 2011 - 2013 | HOLO Théodore | Conseillers - Juges          | Président                            | Cour constitutionnelle     |
| 05         | 2011 - 2013 | - DEGBOE D. Bernard - GBEHA-AFOUDA Marcelline-Claire - KORA-YAROU Zimé Yérima - YIMBERE-DANSOU Clémence - ZINSOUNON Jacob        | Conseillers - Juges          | Membre de la Cour constitutionnelle  | Cour constitutionnelle     |
| 05         | 2011 - 2013 | BATOKO Ousmane (PCS) | Président de la Cour suprême | Membre                               | Cour suprême               |
| 05         | 2011 - 2013 | - AHINNOU Thomas - AZANNAÏ Candide - KINDJANHOUNDE Zéphirin - MALEHOSSOU Yacoubou - N’DA Eric / KASSA Barthélémy - ZINSOU Edmond | Députés - Juges              | Députés                              | Assemblée nationale        |
| 06         | 2013 - 2015 | GBEHA AFOUDA Marcelline-Claire                                                                                                   | Conseillère - Juge           | Présidente                           | Cour constitutionnelle     |
| 06         | 2013 - 2015 | - AKPO Euloge / IBRAHIM Akibou - DATO Simplice - DEGBOE D. Bernard - KORA-YAROU Zimé Yérima - NASSIROU Lamatou                   | Conseillers - Juges          | Membre de la Cour constitutionnelle  | Cour constitutionnelle     |
| 06         | 2013 - 2015 | BATOKO Ousmane (PCS) | Président de la Cour suprême | Membre                               | Cour suprême               |
| 06         | 2013 - 2015 | - AHINNOU Thomas - AKOFODJI Grégoire - AZANNAÏ Candide - KINDJANHOUNDE Zéphirin - MALEHOSSOU Yacoubou - ZINSOU Edmond            | Députés - Juges              | Membres                              | Assemblée nationale        |
| 07         | 2015 - 2018 | GBEHA AFOUDA Marcelline -Claire                                                                                                  | Conseillère - Juge           | Présidente                           | Cour constitutionnelle     |
| 07         | 2015 - 2018 | - AKPO Euloge / IBRAHIM Akibou - DATO Simplice - DEGBOE D. Bernard - KORA-YAROU Zimé Yérima - NASSIROU Lamatou                   | Conseillers – Juges          | Membre de la Cour constitutionnelle  | Cour constitutionnelle     |
| 07         | 2015 - 2018 | BATOKO Ousmane (PCS) | Président de la Cour suprême | Membre                               | Cour suprême               |
| 07         | 2015 - 2018 | - AHINNOU Thomas - AKOFODJI Grégoire - AZANNAÏ Candide - KINDJANHOUNDE Zéphirin - MALEHOSSOU Yacoubou - ZINSOU Edmond            | Députés - Juges              | Députés                              | Assemblée nationale        |
| 08         | 2018 –2021  | De DRAVO ZINZINDOHOUE Cécile Marie José                                                                                          | Conseillère - Juge           | Présidente                           | Cour constitutionnelle     |
| 08         | 2018 –2021  | - AMOUDA ISSIFOU Razacki - AZON Rigobert - KATARY André - MOUSTAPHA Fassassi - NOUWATIN Sylvain                                  | Conseillers – Juges          | Membres de la Cour constitutionnelle | Cour constitutionnelle     |
| 08         | 2018 –2021  | BATOKO Ousmane | Président de la Cour suprême | Membre                               | Cour suprême               |
| 08         | 2018 –2021  | - DEGLA Benoît A. / AKPOVI Eustache - BAGOUDOU Adam - AGONKAN Gildas - AGUEMON Badirou - MEDEWANOU Ernest - OKOUNDE Jean-Eudes   | Députés - Juges              | Députés                              | Assemblée nationale        |
| 09         | 2021 - 2024 | De DRAVO ZINZINDOHOUE Cécile Marie José                                                                                          | Conseillère - Juge           | Présidente                           | Cour constitutionnelle     |
| 09         | 2021 - 2024 | - AMOUDA ISSIFOU Razacki - AZON Rigobert - KATARY André - MOUSTAPHA Fassassi - NOUWATIN Sylvain                                  | Conseillers – Juges          | Membres de la Cour constitutionnelle | Cour constitutionnelle     |
| 09         | 2021 - 2024 | ADOSSOU Victor Dassi | Président de la Cour suprême | Membre                               | Cour suprême               |
| 09         | 2021 - 2024 | - AKPOVI Eustache - AGONKAN Gildas - AGUEMON Badirou - MEDEWANOU Ernest - OKOUNDE Jean-Eudes - GBADAMASSI Abdel Kader            | Députés - Juges              | Députés                              | Assemblée nationale        |

## Missions
Aux termes des dispositions des articles 135 à 137 de la Constitution du Bénin, 2 à 5 de la loi no 93-013 du 10 août 1999 portant loi organique de la Haute Cour de justice, complétée par le  règlement intérieur, la haute Juridiction est compétente pour juger :
- le Président de la République et les membres du Gouvernement à raison des faits qualifiés de haute trahison, d’outrage à l’Assemblée nationale ou d’atteinte à l’honneur et à la probité et d’infractions commises dans l’exercice ou à l’occasion de l’exercice de leurs fonctions ;
- leurs complices en cas de complot contre la sûreté de l’État.

Nul n’étant au-dessus de la loi, la mission première confiée à la Haute Cour de Justice est de lutter contre l’impunité au sommet de l’État, en jugeant les gouvernants qui se seraient rendus coupables des faits sus-cités.

## Procédure de saisine
La première étape consiste en des plaintes et des dénonciations adressées au Président de l’Assemblée nationale, en vue de la poursuite à la majorité des 2/3 des députés. Si l’avis est favorable à ce niveau, l’instruction est menée par la Chambre d’instruction de la Haute Cour de Justice, qui n’est rien d’autre que la Chambre d’accusation de la Cour d’Appel ayant juridiction sur le lieu du siège de l’Assemblée nationale. À la fin de l’information, cette Chambre soumet son rapport au parlement qui décide, cette fois-ci, s’il y a lieu d’une mise en accusation. Ce vote est engagé à la majorité des 2/3 des députés.
Dès que cette dernière étape est bouclée, le Président de l’Assemblée nationale notifie, sans délai, la décision de mise en accusation au Procureur général près la Haute Cour de Justice. C’est cette notification qui vaut saisine de la Haute Cour de Justice.
De 2001 à 2024, la Haute Cour de Justice du Bénin a été dirigée par trois femmes (Cécile Marie José de Dravo Zinzindohoue, Marcelline-Claire Gbeha Afouda et Clotilde Medegan Nougbode) et deux hommes (Théodore Holo et Maurice Glele Ahanhanzo). La mandature en cours 2024-2028 est dirigée par une femme, la professeure Dandi GNAMOU, témoignant ainsi de la prédominance des femmes dans la direction de l’Institution.

## Galerie

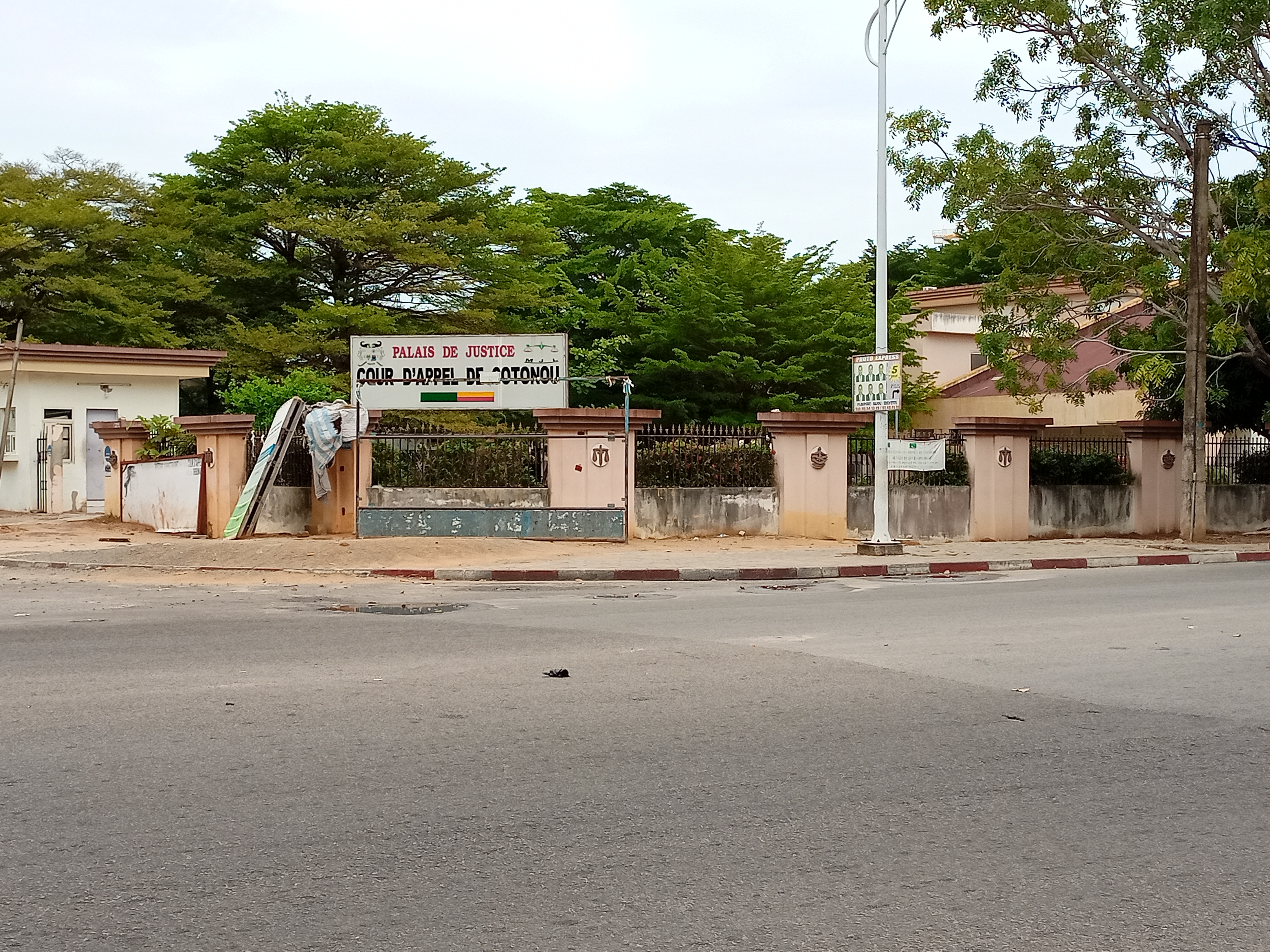
Cour d'appel de Cotonou
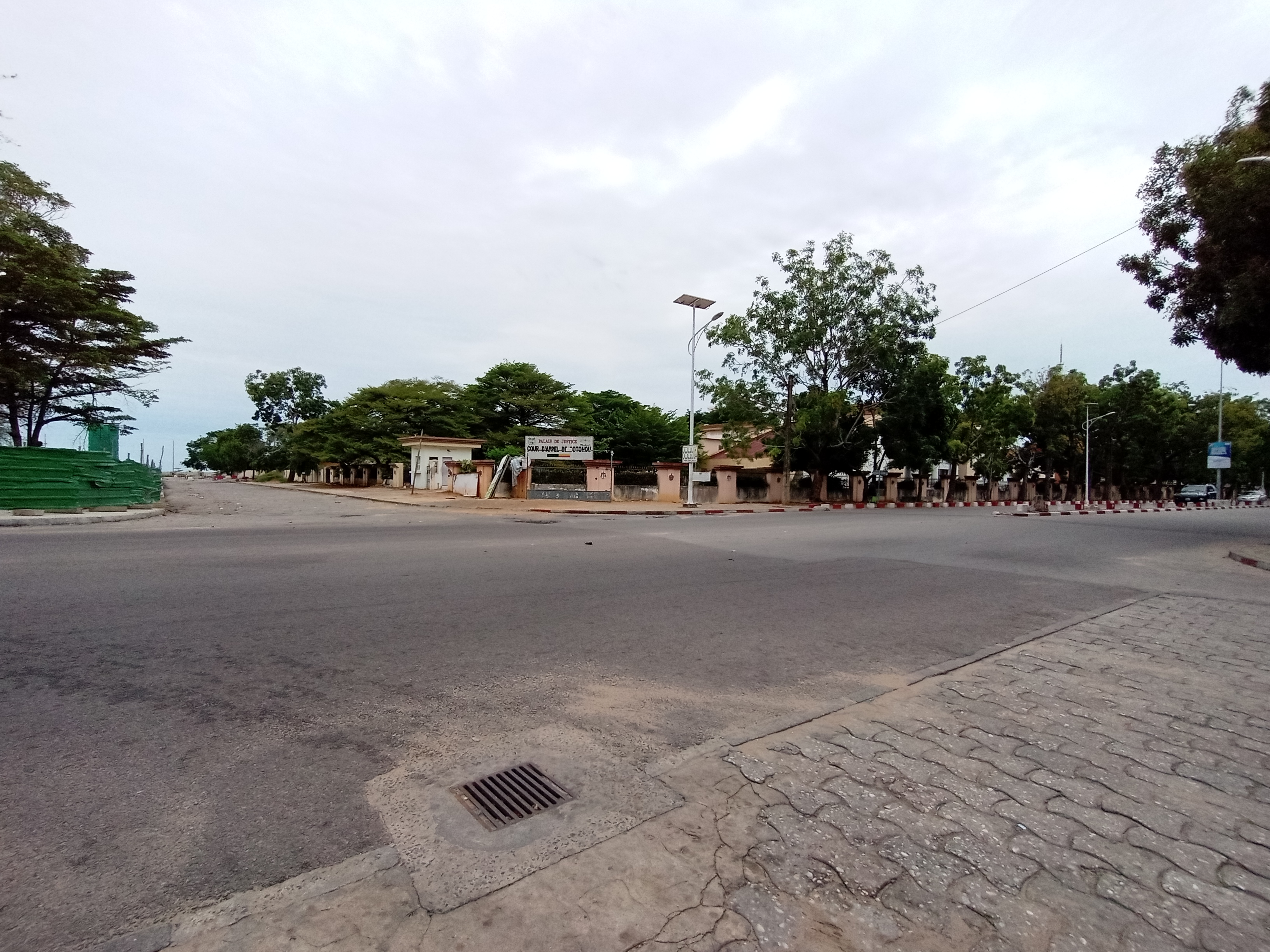
Cour d'appel de Cotonou vue de loin